# Amy Poehler
Amy Meredith Poehler, född 16 september 1971 i Newton i Massachusetts, är en amerikansk komiker och skådespelare. Mellan 2001 och 2008 medverkade hon i Saturday Night Live och mellan 2009 och 2015 spelade hon huvudrollen i Parks and Recreation.
Mellan 2013 och 2015 var hon programledare för Golden Globe Award tillsammans med Tina Fey.

## Uppväxt
Hon föddes i Newton, Massachusetts men växte upp i Burlington i samma delstat.

## Karriär

### Saturday Night Live
Amy Poehler började som "featured player" i Saturday Night Live säsongen 2001-2002. Hon blev senare under säsongen befordrad till "full cast member", den tredje att få uppdraget under sin första säsong på serien. 2004 blev hon Weekend Update-ankare tillsammans med Tina Fey, vilket gjorde dem till det första, och än så länge enda kvinnliga paret att hålla i Weekend Update. Hon har gjort många imitationer, exempelvis Hillary Clinton, Dakota Fanning och Britney Spears. 2008 blev Poehler som första ensemblemedlem nominerad till en Emmy för "Best Supporting Actress in a Comedy". I september samma år meddelade Amy Poehler att hon bestämt sig för att lämna SNL.

### Parks and Recreation
Poehler lämnade SNL för att satsa på en egen sitcom, vid namn Parks and Recreation. Programmet hade premiär 9 april 2009 på amerikanska NBC och sändes i sju säsonger. För rollen som Leslie Knope har Poehler tilldelats en Golden Globe Award och blivit nominerad till ytterligare två. Hon har även nominerats till sex Emmy Awards för rollen.

## Privatliv
Amy Poehler gifte sig 29 augusti 2003 med den kanadensiske skådespelaren Will Arnett och har tillsammans två söner födda 2008 respektive 2010. År 2012 separerade paret och 2014 ansökte de om skilsmässa. Sedan 2013 har hon haft ett förhållande med komikern Nick Kroll. Enligt huffpost.com gick paret dock skilda vägar 2015. 

Hon har en yngre bror, komikern Greg Poehler, som bor i Stockholm.; de har spelat mot varandra i TV-komediserien Welcome to Sweden, i vilken Amy Poehler spelade sig själv.

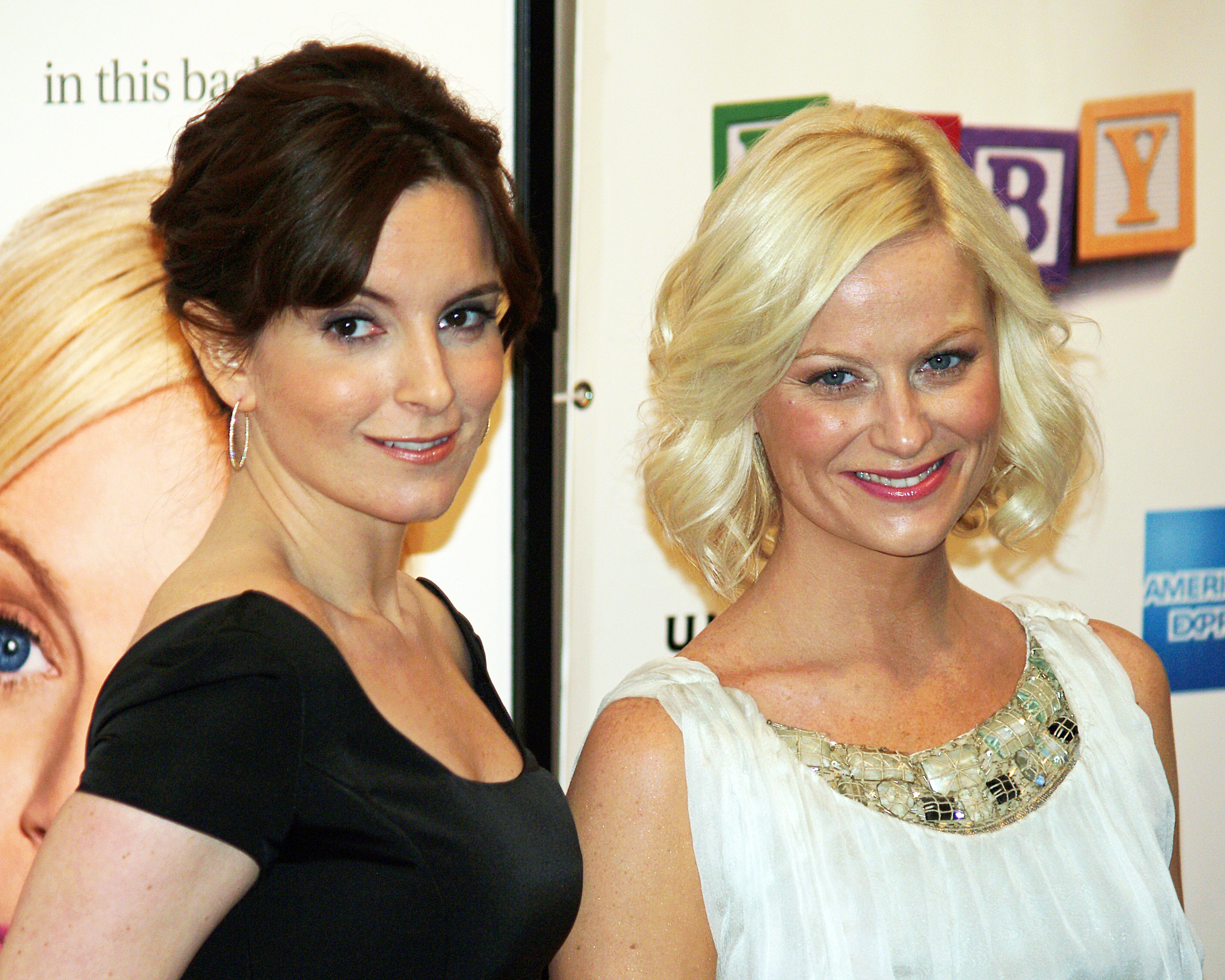
Amy Poehler (höger) tillsammans med Tina Fey på premiären av Baby Mama på Tribeca Film Festival 2008.

## Filmografi (urval)
| År          | Titel                    | Info     |
| ----------- | ------------------------ | -------- |
| 1998        | Spin City                | TV-serie |
| 1998        | Upright Citizens Brigade | TV-serie |
| 1999        | Hollywood gigolo         |          |
| 2001        | Wet Hot American Summer  |          |
| 2001 - 2008 | Saturday Night Live      | TV-serie |
| 2003        | Sick in the Head         |          |
| 2004 - 2005 | Arrested Development     | TV-serie |
| 2004        | Mean Girls               |          |
| 2006        | Southland Tales          |          |
| 2006        | Man of the Year          |          |
| 2006        | The Ex                   |          |
| 2007        | Blades of Glory          |          |
| 2007        | Shrek den tredje         | Röst     |
| 2007        | Mr. Woodcock             |          |
| 2008        | Horton                   | Röst     |
| 2008        | Baby Mama                |          |
| 2009        | Spring Breakdown         |          |
| 2009 - 2015 | Parks and Recreation     | TV-serie |
| 2009        | Alvin och gänget 2       | Röst     |
| 2011        | Alvin och gänget 3       | Röst     |
| 2013        | Anchorman 2              |          |
| 2014        | Welcome to Sweden        | TV-serie |
| 2015        | Insidan ut               | Röst     |
| 2015        | Sisters                  |          |
| 2024        | Insidan ut 2             | Röst     |